# Karol Szadurski
Karol Roman Szadurski (ur. 31 sierpnia 1945 w Koniecpolu) – polski inżynier i samorządowiec, w latach 1998–2002 burmistrz gminy Warszawa-Bielany, działacz opozycji w okresie PRL.

## Życiorys
Z wykształcenia inżynier, ukończył studia na Wydziale Metalurgicznym Politechniki Częstochowskiej (1971).
W 1971 podjął pracę w Hucie Warszawa, gdzie był zatrudniony do 1989. W 1980 został przewodniczącym zakładowych struktur NSZZ „Solidarność”. Był delegatem na I Krajowy Zjazd Delegatów „Solidarności” w Gdańsku (1981). Przyjaźnił się i blisko współpracował z księdzem Jerzym Popiełuszką, współorganizował msze za ojczyznę, prowadził działalność charytatywną. Po wprowadzeniu stanu wojennego kierował komitetem strajkowym w swoim zakładzie pracy, aresztowany, przetrzymywany w zakładzie karnym na Białołęce, następnie zwolniony po uniewinnieniu przez Sąd Wojewódzki w Warszawie. W latach 1982–1989 kilkakrotnie zatrzymywany i przesłuchiwany za działalność opozycyjną.
Po 1989 był pracownikiem Przedsiębiorstwa Handlu Zagranicznego „Polservice” (1989–1992), sprawował także funkcję dyrektora Izby Gospodarczej Unii Własności Pracowniczej w Warszawie (1991–1996). W wyborach parlamentarnych w 1997 bez powodzenia ubiegał się o mandat poselski z rekomendacji Akcji Wyborczej Solidarność. W wyborach w 1998 uzyskał mandat radnego gminy Warszawa-Bielany z listy AWS. Jednocześnie wybrano go na burmistrza gminy w ramach istniejącej w samorządzie koalicji AWS-UW. W wyborach w 2002 z powodzeniem ubiegał się o reelekcję do rady dzielnicy Bielany z listy Prawa i Sprawiedliwości. W 2006 wycofał się z działalności samorządu warszawskiego. W 2007 został prezesem I Żoliborskiej Spółdzielni Mieszkaniowej.
W 2013 odznaczony przez prezydenta Bronisława Komorowskiego Krzyżem Oficerskim Orderu Odrodzenia Polski. W 2018 otrzymał Krzyż Wolności i Solidarności.
W spektaklu Wierność Pawła Woldana w postać Karola Szadurskiego wcielił się Wiktor Zborowski.